# John Rankin Gamble

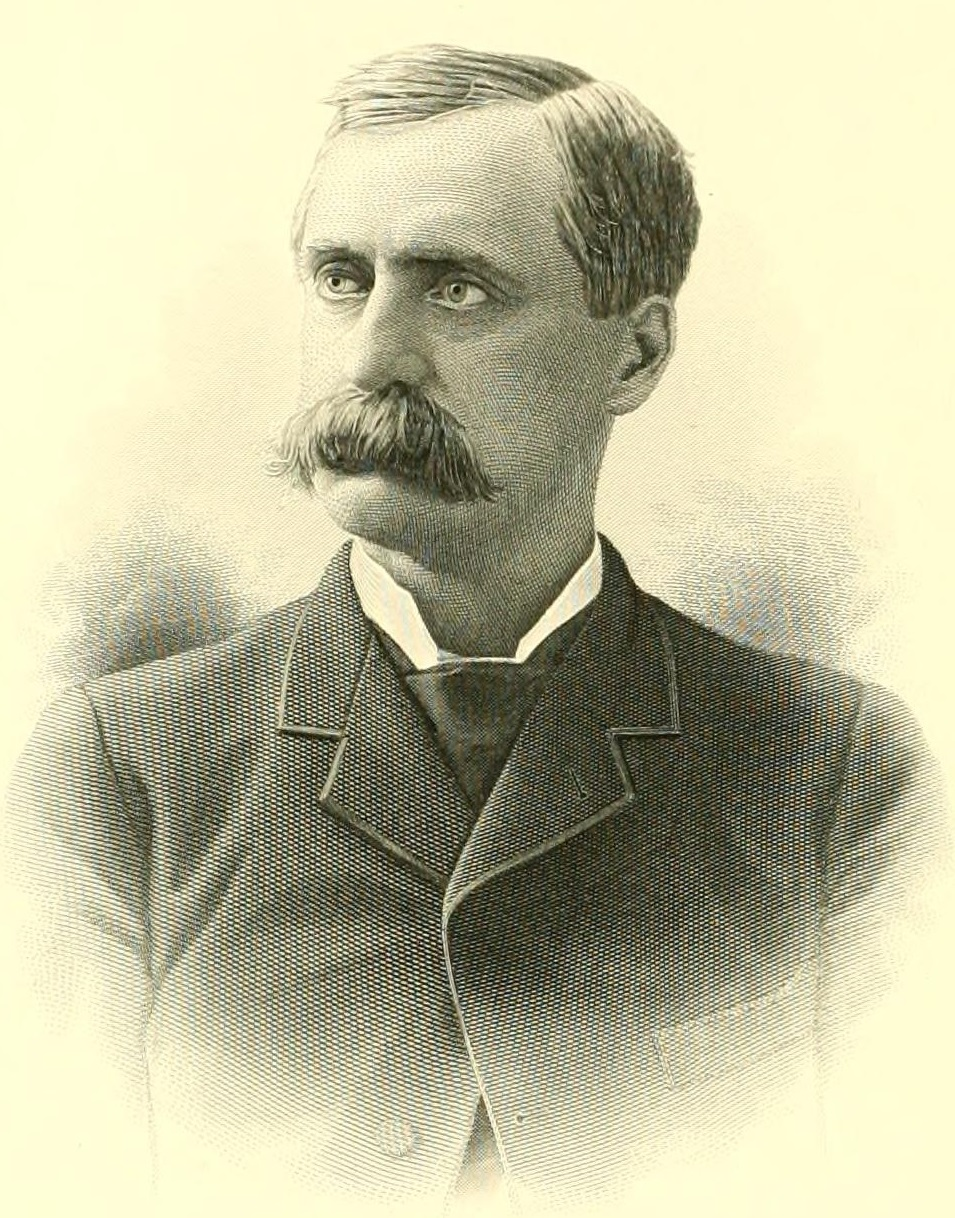
John Rankin Gamble

John Rankin Gamble (* 15. Januar 1848 in Alabama, Genesee County, New York; † 14. August 1891 in Yankton, South Dakota) war ein US-amerikanischer Politiker. Im Jahr 1891 vertrat er den zweiten Wahlbezirk des Bundesstaats South Dakota im US-Repräsentantenhaus.

## Frühe Jahre
John Gamble entstammte einer bekannten Politikerfamilie. Sein jüngerer Bruder Robert vertrat zwischen 1895 und 1912 den Staat South Dakota in beiden Kammern des Kongresses. Sein Neffe Ralph saß zwischen 1937 und 1956 für den Staat New York im US-Repräsentantenhaus. Gamble besuchte die öffentlichen Schulen seiner Heimat und zog im Jahr 1862 mit seinen Eltern nach Fox Lake in Wisconsin. Nach einem Studium an der Lawrence University studierte er noch bis 1873 Jura. Nach seiner Zulassung als Rechtsanwalt begann er in Yankton im Dakota-Territorium seinen neuen Beruf auszuüben.

## Politische Laufbahn
Gamble wurde Mitglied der Republikanischen Partei. Von 1876 bis 1878 war er Bezirksstaatsanwalt im Yankton County; danach fungierte er für kurze Zeit als Bundesstaatsanwalt des Territoriums. Zwischen 1877 und 1879 war er Abgeordneter im territorialen Repräsentantenhaus. 1878 Außerdem gehörte er dem territorialen Regierungsrat von 1881 bis 1885 an. Bei den Kongresswahlen des Jahres 1890 wurde John Gamble als Nachfolger von Oscar S. Gifford in das US-Repräsentantenhaus gewählt. Seine Amtszeit begann am 4. März 1891. Gamble starb schon im August desselben Jahres, noch vor der ersten Sitzung des Repräsentantenhauses. Er wurde in Yankton beigesetzt.